# مرات (الضالع)
مرات هي إحدى قرى الجمهورية اليمنية. تتبع جغرافيا لمحافظة الضالع و إداريًا لمديرية الحصين. يبلغ تعداد سكانها 1177 نسمة حسب الإحصاء الذي أجري عام 2004.